# Día de enero
"Día de enero" é o terceiro single do álbum de estúdio em espanhol de Shakira, Fijación Oral Vol. 1 (2005). Foi lançado depois do grande sucesso comercial de singles anteriores como "La Tortura" e "No". Escrito e composto pela cantora, "Día de Enero" é uma canção amorosa que mostra como ela conheceu seu ex-namorado, Antonio de la Rúa num "dia de janeiro". A canção também faz uma pequena referência a dois famosos personagens de histórias em quadrinhos da América Latina, "Eneas & Benitín".

## Antecedentes e composição
Escrita e composta pela própria Shakira, "Día de Enero" é uma música de amor que fala sobre como a cantora conheceu seu ex-namorado Antonio de la Rúa, em um dia de janeiro. A música também faz referência a dois personagens de quadrinhos famosos "Mutt e Jeff", conhecidos em espanhol como "Eneas e Benitín".

## Videoclipe
O videoclipe da canção, dirigido por Jaume de La Iguana (o mesmo diretor de "Don't Bother"), Foi filmado em uma praia na Califórnia, numa tentativa de refletir parte da vida diária da cantora. O vídeo estreou em todo o mundo em 27 de fevereiro de 2006. Mostra Shakira andando sozinha e descalça numa praia durante o pôr-do-sol.

## Desempenho
Apesar de seu lançamento ter sido ofuscado pelo lançamento de "Hips Don't Lie", a canção conseguiu entrar em algumas das principais listas de canções mais tocadas nos rádios e de singles mais vendidos das Américas do Norte e do América do Sul.

### Paradas semanais
| Chart                                        | Maior posição |
| -------------------------------------------- | ------------- |
| Estados Unidos (Billboard Latin Pop Airplay) | 7             |
| Estados Unidos (Billboard Hot Latin Songs)   | 29            |